# ロウアー・マンハッタン

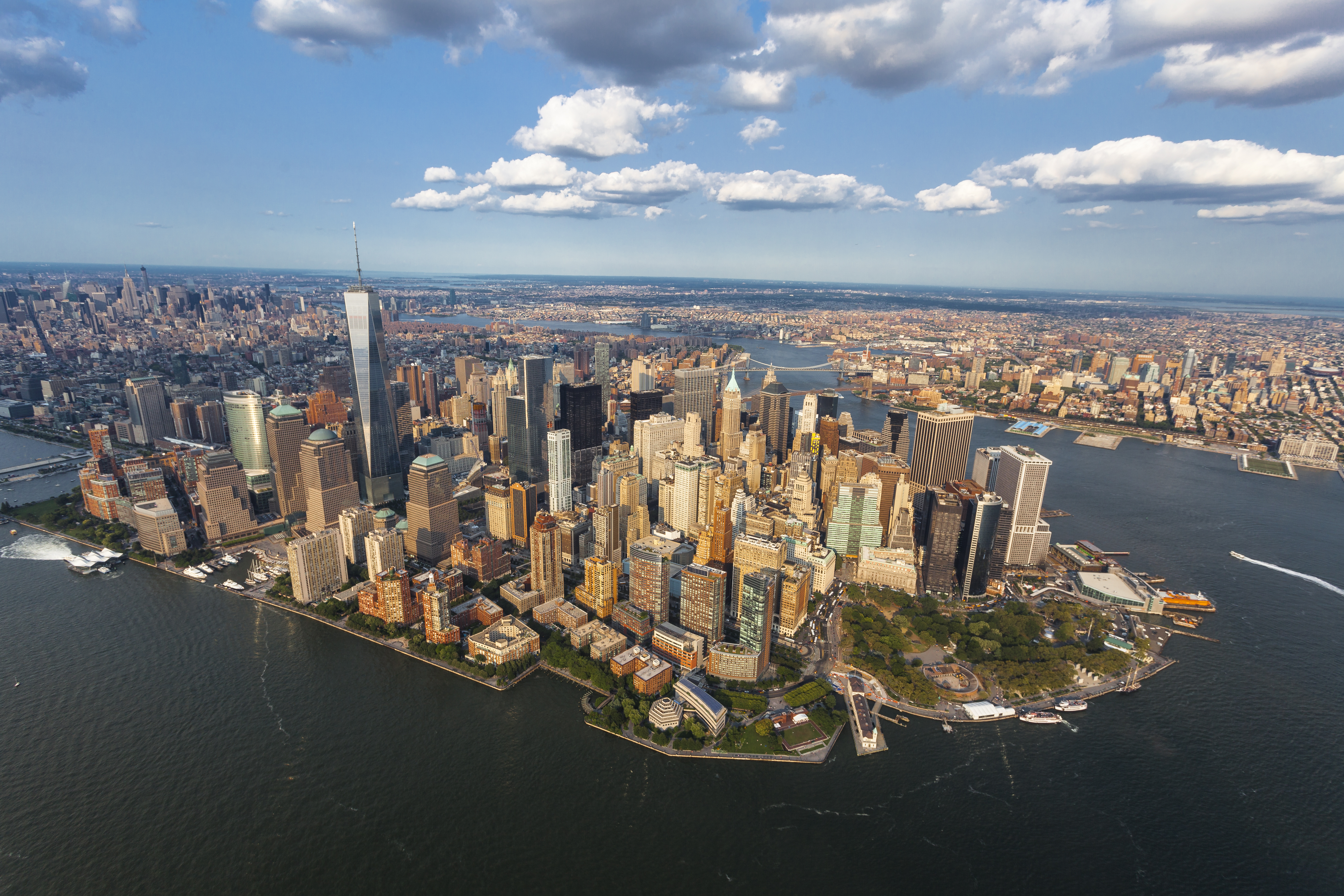
ハドソン川上空から（2014年）

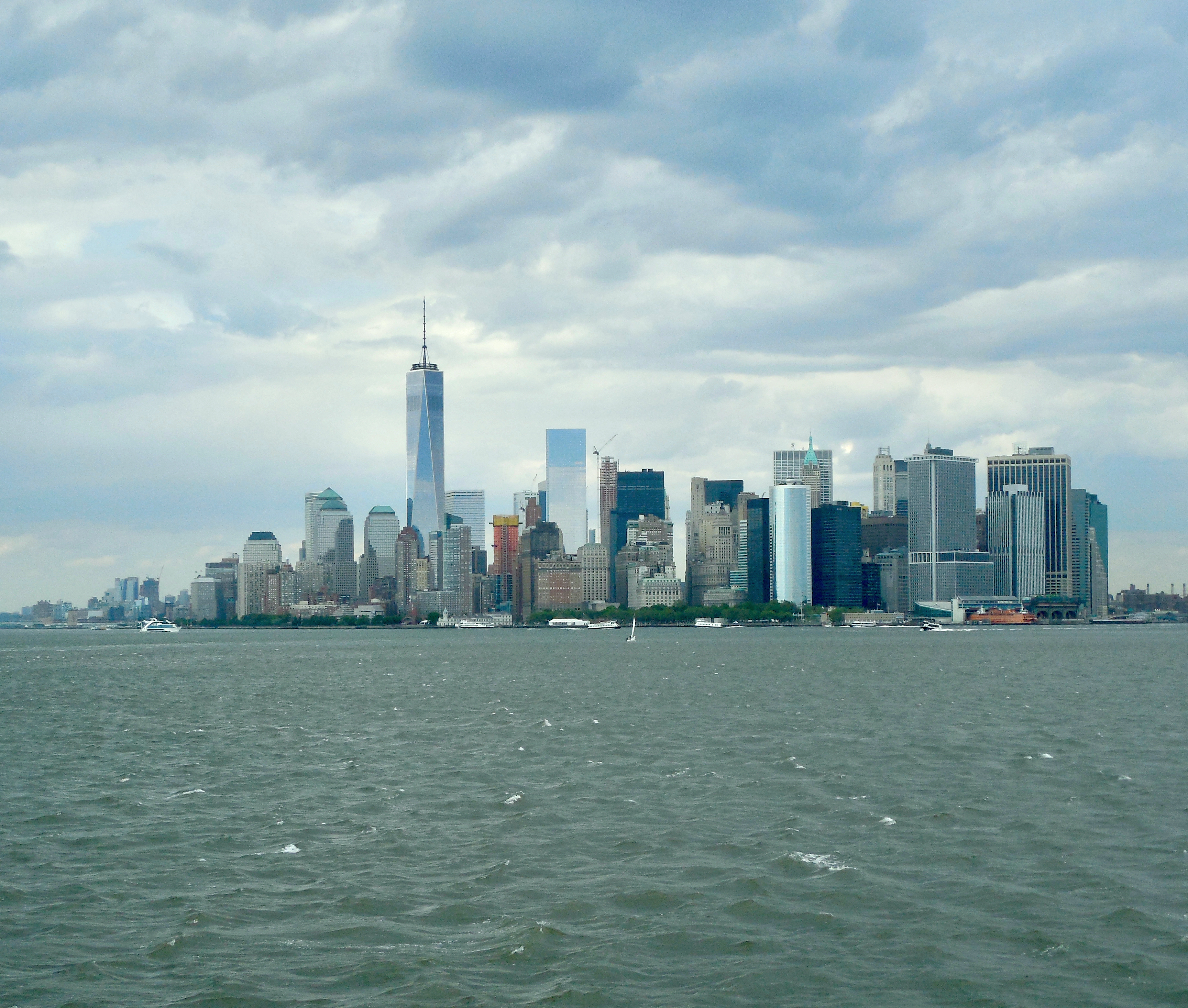
イースト川から（2015年）

ロウアー・マンハッタン（英語：Lower Manhattan）は、マンハッタン島の最南端に位置する地区である。「ダウンタウン」とも呼ばれ、北は14丁目、西はハドソン川、東はイースト川、南はニューヨーク港（アッパー・ニューヨーク湾としても知られる）に接している。また、島の南端に位置する商業地のみをロウアー・マンハッタンとする場合もあり、この場合の北端は、ブルックリン橋の入口からチェンバーズ・ストリートとなる。この他にも、チェンバーズ・ストリートの半マイル北のキャナル・ストリートや、14丁目から半マイル北に位置するマディソン・スクエア・パーク等がある23丁目を北端とする場合もある。

## 概要
ロウアー・マンハッタンのウォール街は、世界の金融の中心として知られている。世界最大の証券取引所であるニューヨーク証券取引所が存在する。商業地は、チェンバーズ・ストリートより南に形成されている。この中には、金融街のウォール・ストリートや、ワールド・トレード・センター跡地を含んでいる。島の南端には、バッテリー・パークがあり、ニューヨーク市庁舎は、金融街の北に位置する。計画都市であるバッテリー・パーク・シティや歴史的なサウス・ストリート・シーポートも存在する。チェンバーズ・ストリートの西側にはトライベッカ地区が広がり、東側にはマンハッタン・ミュニシパル・ビルディングがある。ブルックリン橋とキャナル・ストリートの間には、ニューヨークで最も古いチャイナタウンがある。多くの裁判所や官庁もこの地区に位置する。キャナル・ストリートと14丁目の間には、ソーホー、ミートパッキング・ディストリクト、ウェスト・ヴィレッジ、グリニッジ・ヴィレッジ、リトル・イタリー、ノリータ、イースト・ヴィレッジが、14丁目と23丁目の間には、チェルシー、ユニオン・スクエア、フラットアイアン・ディストリクト、グラマシー、ピーター・クーパー・ヴィレッジ、スタイヴサント・タウンの地区が広がる。

## 歴史

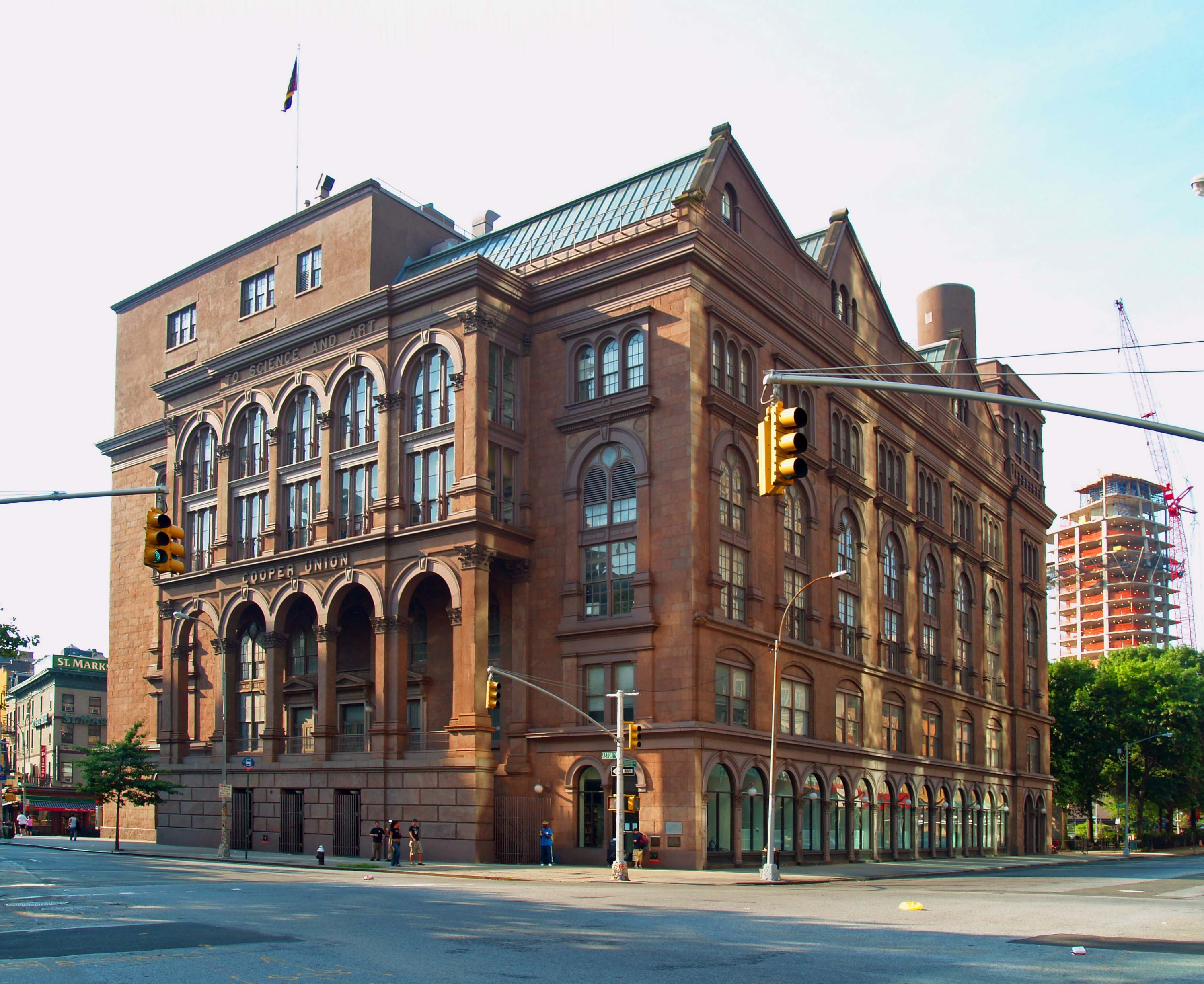
エイブラハム・リンカーンが名演説を行ったアスター・プレイスのクーパー・ユニオン。ダウンタウンの歴史上、最も有名な建物の1つ。

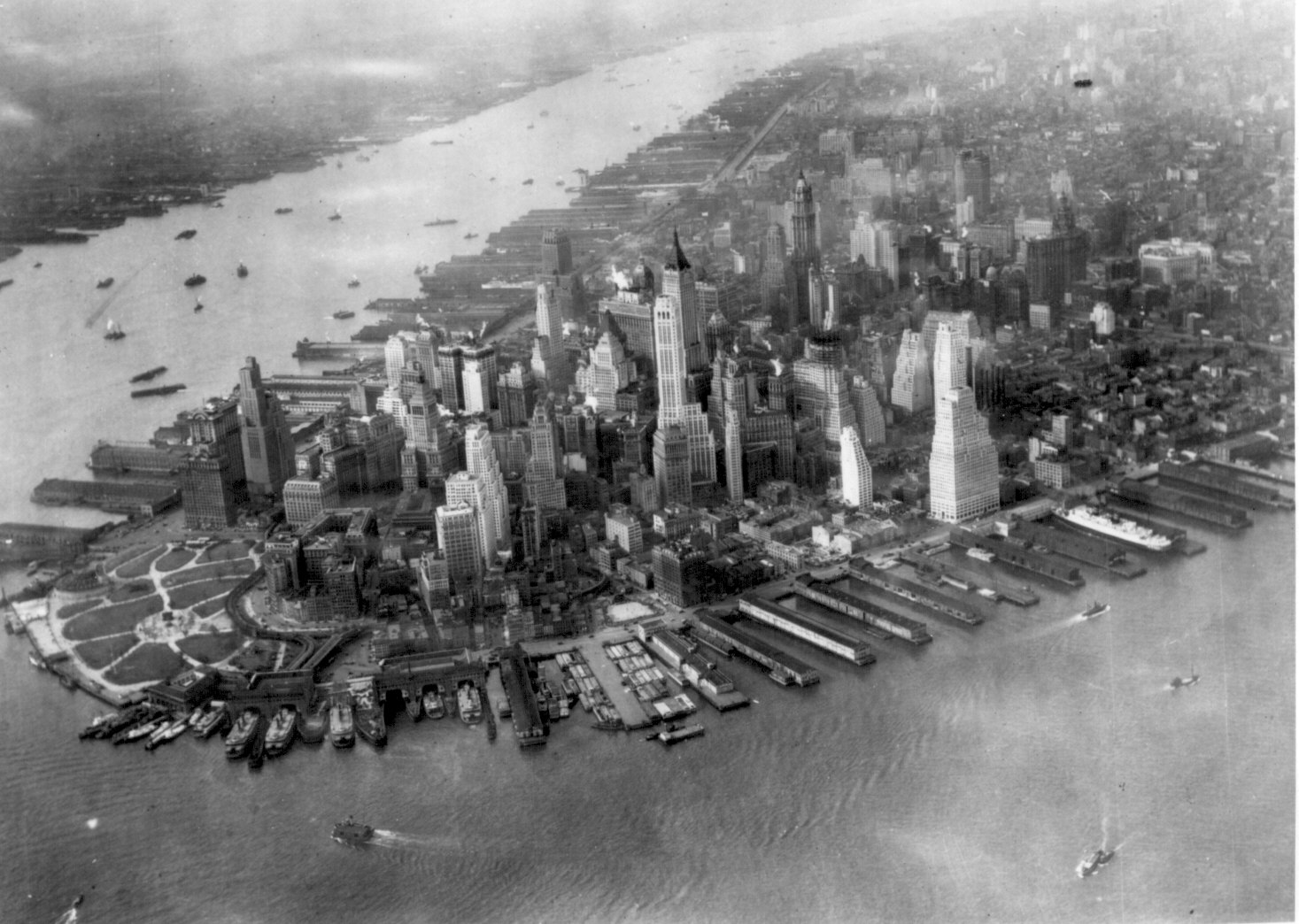
1931年に撮影されたロウアー・マンハッタン。

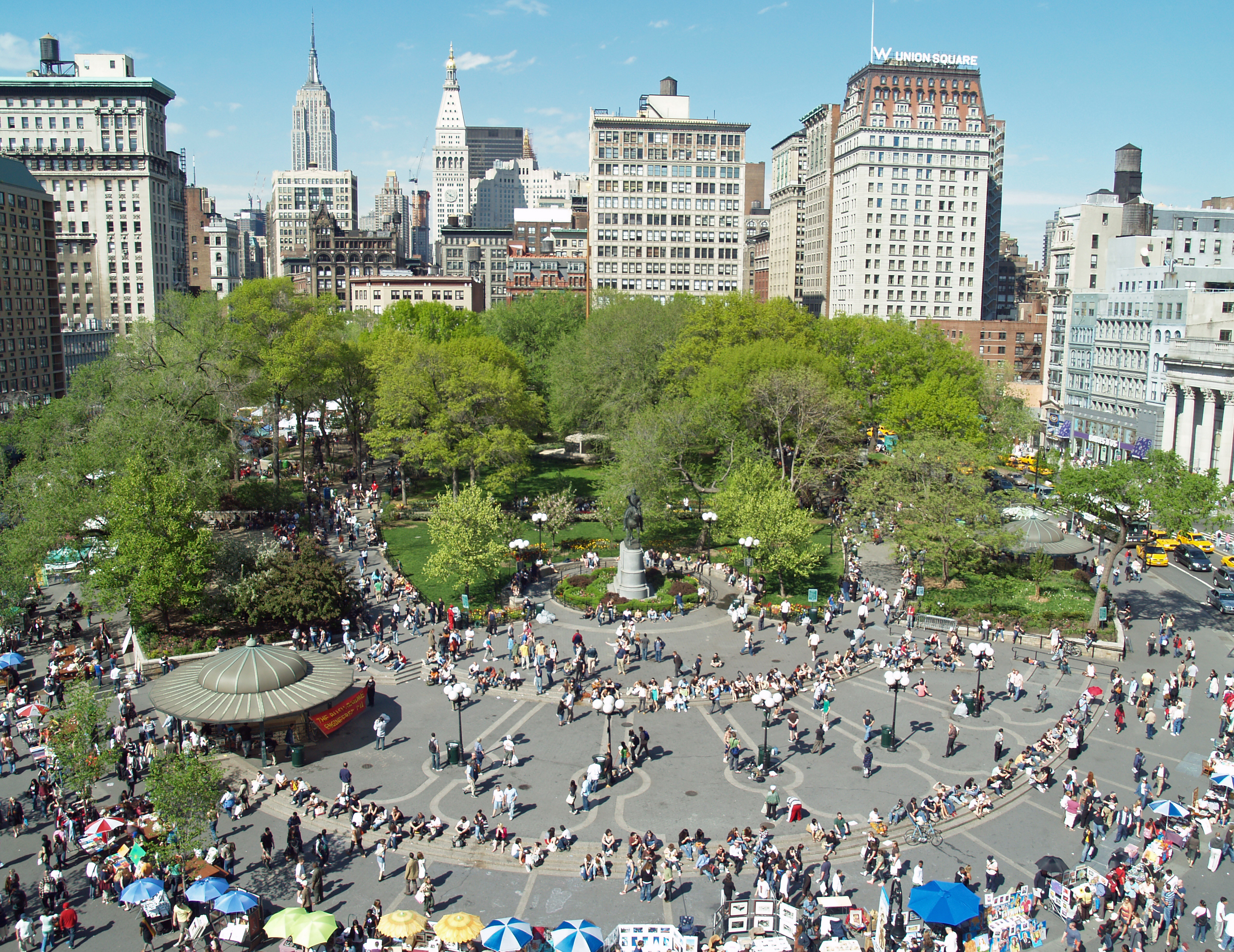
現在のユニオン・スクエア。

ロウアー・マンハッタンは、オランダ人がマンハッタン島で、最初に居住地とした場所である。現在のバッテリー・パークがある場所に、「ニュー・ネーデルランド」を守るため、初めて砦が築かれた。1771年には、ベアー・マーケットが、ハドソン川に沿ったトリニティ教会に寄贈された土地で開かれた。1813年に、これはワシントン・マーケットと替わっている。ワシントン・マーケットは、バークレー・ストリートからヒューバート・ストリート、グリニッジ・ストリートからウェスト・ストリートの間に位置していた。この地域は、現在でも道路を碁盤の目のように配置するグリッド方式となっていない、マンハッタンでは珍しい地域となっている。1900年代の初頭から数十年の間、この地域では、40 ウォール・ストリート、アメリカン・インターナショナル・ビルディング、ウールワース・ビルディング、20 エクスチェンジ・プレイスなどの主なタワーが建てられ、建築ラッシュとなった。
1950年代には、少数の新しい建築物が建ち始めた。ウィリアム・ストリート 156号に位置する11階建てのビルが、1955年に建てられた。ブロード・ストリート 20号には27階建てのオフィスビル、パイン・ストリート 80号には12階建てのビル、ウィリアム・ストリート 123号には26階建てのビルなどが1957年に建設された。その頃、ロウアー・マンハッタンは、ミッドタウンと比べ、寂れてきていた。そのため、デイヴィッド・ロックフェラーは、ワン・チェイス・マンハッタン・プラザ（彼の銀行の新しい本部）からロウアー・マンハッタンの再開発を行った。彼は、再開発計画の中心となるワールド・トレード・センターを含む、ロウアー・マンハッタンの広い範囲を計画するダウンタウン・ロウアー・マンハッタン協会（DLMA）を設立した。DLMAは、ワールド・トレード・センターを、フルトン・ストリートとオールド・スリップの間に、イースト川に沿って建設するよう計画した。後に、ニュージャージー州知事であったリチャード・J・ヒューズとの交渉の末、ニューヨーク・ニュージャージー港湾公社は、イースト川沿いではなく、ハドソン川とウエスト・サイド・ハイウェイに沿ってWTCを建設することを決定した。
こうした歴史があり、それまでロウアー・マンハッタンは商業地で、1960年の人口は約4,000人であった。しかし、WTCの建設での土砂を使い、ハドソン川を埋め立てたバッテリー・パーク・シティが建設された。そして、多くの居住者が住むようになった。1960年代、グリニッジ・ヴィレッジは、古くからの文化が守られてきた地域だった。1970年代から1990年代初頭まで、多くのギャラリーがソーホーにオープンした。今日では、マンハッタン・ダウンタウンのギャラリーは、チェルシーに集中している。1960年代から発展を続けるロウアー・マンハッタンでは、オフ・オフ・ブロードウェイの地域が構成され、非主流派の劇団ができた。パンク・ロックが、1970年代に、イースト・ヴィレッジの西端に位置するバワリーのCBGBで登場した。これを皮切りに、フリー・ジャズ、ディスコ/エレクトロニック・ダンス・ミュージックなどが流行した。
ロウアー・マンハッタンには、昔ラジオ・ロウという通りが存在したが、WTC建設のため、姿を消した。現在、一部はコートラント・ストリートとなっている。

## 歴史的な場所
おそらく、ロウアー・マンハッタンで最も有名な観光地は、ワールド・トレード・センター跡地である。アメリカ同時多発テロ事件以前、ツインタワーは、ロウアー・マンハッタンをはじめ、世界中の金融の中心であった。将来完成するワールド・トレード・センターと9/11記念碑を合わせ、観光客は600万人と見込まれる。また、ワン・ワールド・トレード・センターを含む新しいオフィス・タワーは、マンハッタン・ミッドタウン、シカゴ・ループに次ぎ、アメリカで3番目の大きな商業地区となると予想される。
ロウアー・マンハッタンには、多くの歴史的な観光スポットがある。これには、キャッスル・クリントンのクリントン城、ボウリング・グリーン、合衆国税関、国立アメリカ・インディアン博物館、ジョージ・ワシントンが初代大統領に就任したフェデラル・ホール、フランシス・タバーン博物館、ニューヨーク市庁舎、ニューヨーク証券取引所、サウス・ストリート・シーポート、ブルックリン橋、サウス・フェリー、スタテン島フェリーと、リバティ島、エリス島行きのフェリー乗り場、トリニティ教会などが含まれる。ロウアー・マンハッタンは、ニューヨークでも高層ビルの集中する地域の1つであり、ウールワースビル、40 ウォール・ストリート（トランプ・ビルとしても知られる）、スタンダード・オイルのビルである26 ブロードウェイ、アメリカン・インターナショナル・ビルディングなどが建つ。

## 復活と未来
アメリカ同時多発テロ事件以来、ロウアー・マンハッタンでは、多くのオフィス・スペースを失った。2012年4月現在、経済はすでに復活しているが、跡地では2代目のWTCがいまだに建設中である。ロウアー・マンハッタン再開発公社は、新しい建物や通り、事務所を建設し、ダウンタウンを再開発する計画である。2014年11月にはワン・ワールド・トレード・センターが開業した。

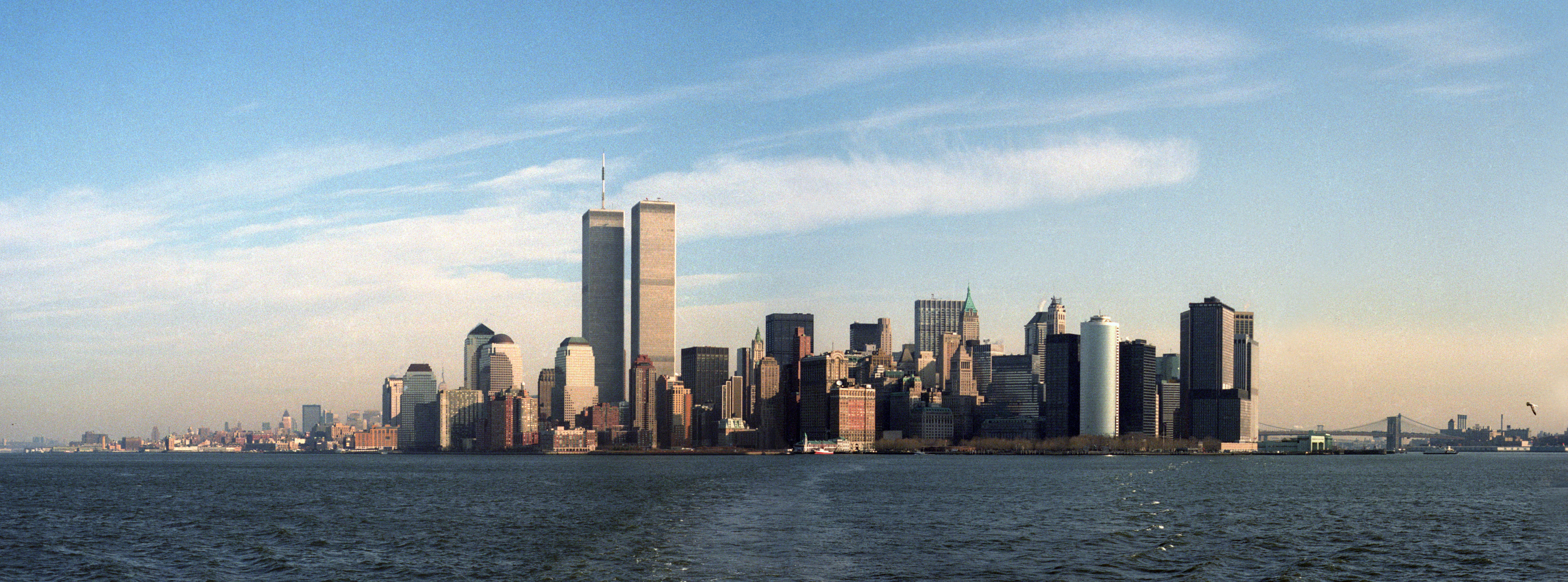
1991年12月にスタテン島フェリーから撮られたテロ以前のロウアー・マンハッタン。

## 施設
ニューヨーク・ニュージャージー港湾公社は、新しいワールド・トレード・センター・コンプレックス内の4 ワールドトレードセンターに入る予定である。
ニューヨーク市庁舎やその関連施設は、ロウアー・マンハッタン内のシティ・ホール・パークの隣に位置する。
いくつかの交通施設が、ロウアー・マンハッタンに建設中である。ニューヨーク市地下鉄の幾つかの駅の乗り場を地下通路で結ぶフルトン・ストリート・トランジット・センターは2014年11月に開業した。ワールド・トレード・センター・トランスポーテーション・ハブは、2016年に完成し、毎日25万人が利用するニューヨークで3番目に大きな交通施設となる。

## 経済

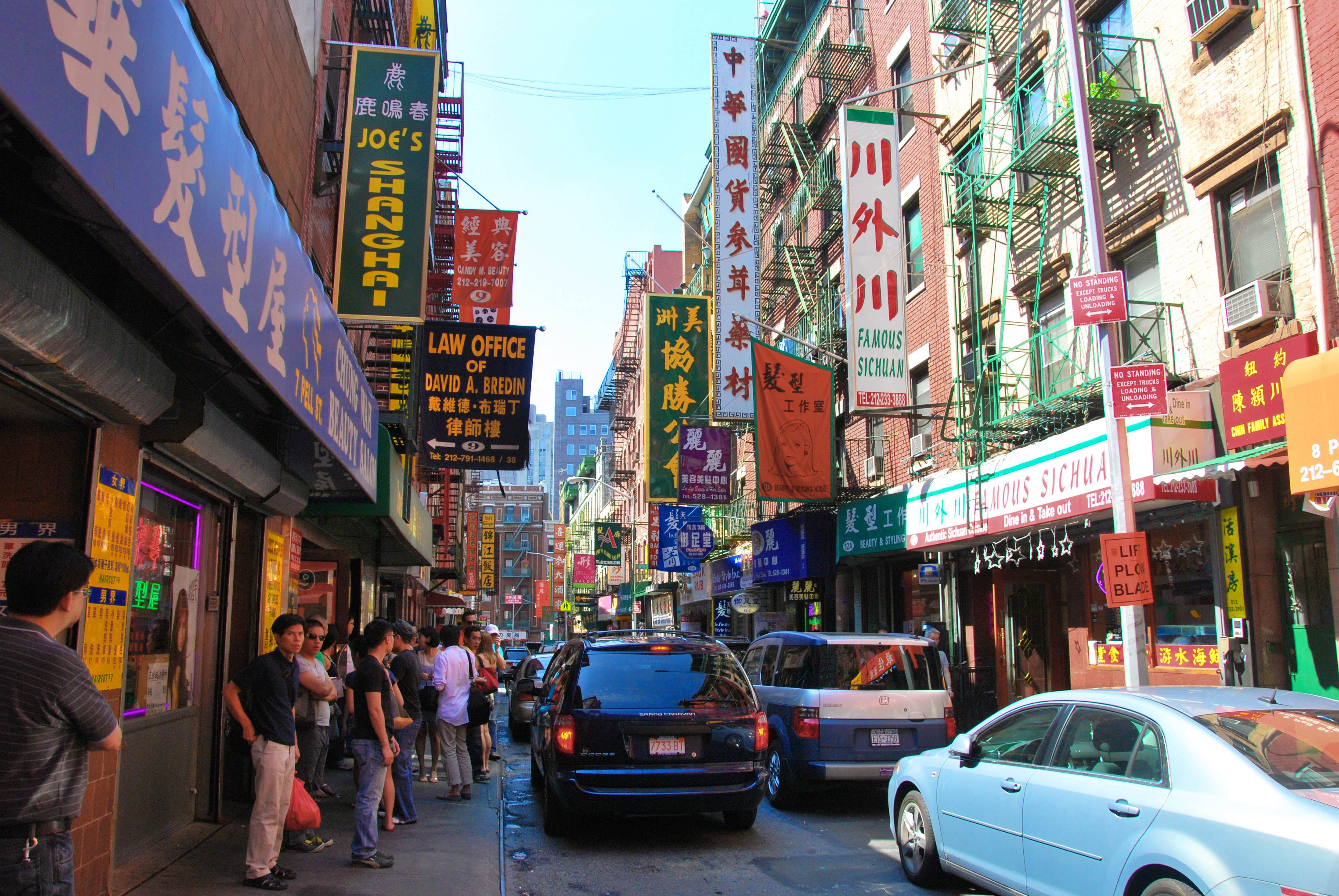
チャイナタウン

ロウアー・マンハッタンは、マンハッタン・ミッドタウン、シカゴ・ループ、ワシントンD.C.に次ぐアメリカで4番目に大きな商業地区で、ワン・ワールド・トレード・センターとWTC敷地内にある他の3つの建物が完成すれば、3番目になると予想される。
55 ウォーター・ストリートには、エンブレム・ヘルスやスタンダード&プアーズの本社が入っている。HIPハース・プラン（後にエンブレム・ヘルスに吸収される）は、2004年10月にここへ移転し、従業員2,000人も移動した。それは、アメリカ同時多発テロ事件以来、マンハッタンで最大の企業の移転であった。
770 ブロードウェイには、AOL本社が入る。200 ウェスト・ストリートでは、投資銀行ゴールドマン・サックスの本社の建設を終えた。140 ウェスト・ストリートには、ベライゾン・コミュニケーションズ本社が入る。また、アムバック・フィナンシャル・グループ、PRワイヤ、ニールセン・カンパニーとニールセン・メディア・リサーチの本社もロウアー・マンハッタンに位置する。
アメリカ同時多発テロ事件以前、ワン・ワールド・トレード・センターには、カントール・フィッツジェラルドの本社が存在した。また、USヘリコプター、ハイテク・エクスプレッションズ本社もロウアー・マンハッタンにあった。